# Pedro Górriz

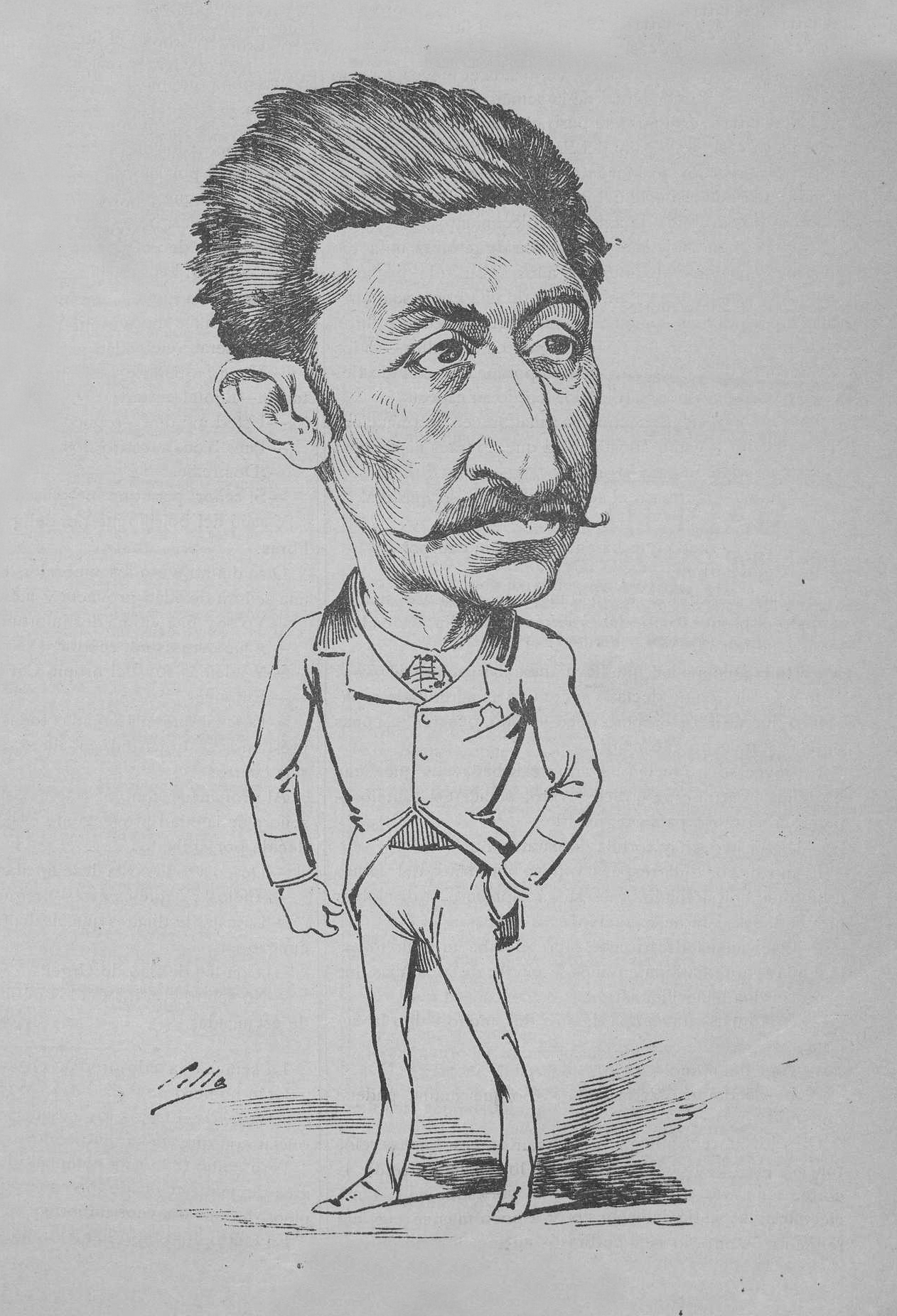
Caricaturizado por Cilla en Madrid Cómico (1884)

Pedro de Górriz Moreda (Pamplona, 19 de enero de 1846-Madrid, 17 de diciembre de 1887) fue un comediógrafo, periodista y poeta español.

## Biografía
Participó en certámenes literarios en su ciudad natal y escribió veintinueve piezas teatrales cómicas editadas y estrenadas en Madrid entre 1870 y 1885, especialmente comedias, sainetes y piezas en un acto, y alcanzó cierta fama con esta labor. Colaboró en El Ateneo (1883) y dirigió El Progreso. Su primera pieza, estrenada e impresa en Pamplona, fue la comedia en verso Derechos ilegislabes (1870). Otras comedias suyas son Tú lo quisiste, La sangre azul y La señora de Matute. Algunas de sus piezas están escritas junto a Eduardo Navarro Gonzalvo. Reunió una colección de lírica tradicional, Del cancionero popular navarro